# Giải Quả cầu vàng cho nữ diễn viên phim ca nhạc hoặc phim hài xuất sắc nhất
Giải Quả cầu vàng cho nữ diễn viên phim ca nhạc hoặc phim hài xuất sắc nhất là một giải Quả cầu vàng được Hiệp hội báo chí nước ngoài ở Hollywood trao hàng năm cho nữ diễn viên phim ca nhạc hoặc phim hài được bầu là xuất sắc nhất. Giải này được tách riêng ra từ năm 1951. Trước đó chỉ có 1 giải cho "Nữ diễn viên xuất sắc nhất trong 1 phim" (Best Actress in a Motion Picture), nay chia thành 2 thể loại: Giải Quả cầu vàng cho nữ diễn viên phim chính kịch xuất sắc nhất và Giải Quả cầu vàng cho nữ diễn viên phim ca nhạc hoặc phim hài xuất sắc nhất.
Tên giải thay đổi từ khi thiết lập và từ năm 2005 mang tên chính thức: "Diễn xuất sắc nhất bởi một nữ diễn viên trong 1 phim ca nhạc hoặc phim hài" (Best Performance by an Actress in a Motion Picture-Musical or Comed).

## Các diễn viên đoạt giải và các diễn viên được đề cử

### Thập niên 1950
1951: Judy Holliday - Born Yesterday (cũng đoạt giải Oscar)
- Spring Byington - Louisa
- Betty Hutton - Annie Get Your Gun

1952: June Allyson - Too Young to Kiss
1953: Susan Hayward - With a Song in My Heart
- Katharine Hepburn - Pat and Mike
- Ginger Rogers - Monkey Business

1954: Ethel Merman - Call Me Madam
1955: Judy Garland - A Star Is Born
1956: Jean Simmons - Guys and Dolls
1957: Deborah Kerr - The King and I
- Judy Holliday - The Solid Gold Cadillac
- Machiko Kyō - The Teahouse of the August Moon
- Marilyn Monroe - Bus Stop
- Debbie Reynolds - Bundle of Joy

1958: Kay Kendall - Les Girls & Taina Elg, Les Girls
- Cyd Charisse - Silk Stockings
- Audrey Hepburn - Love in the Afternoon
- Jean Simmons - This Could Be the Night

1959: Rosalind Russell - Auntie Mame
- Ingrid Bergman - Indiscreet
- Leslie Caron - Gigi
- Doris Day - The Tunnel of Love
- Mitzi Gaynor - South Pacific

### Thập niên 1960
1960: Marilyn Monroe - Some Like It Hot
- Dorothy Dandridge - Porgy and Bess
- Doris Day - Pillow Talk
- Shirley MacLaine - Ask Any Girl
- Lilli Palmer - But Not for Me

1961: Shirley MacLaine - The Apartment
1962: Rosalind Russell - A Majority of One
- Bette Davis - Pocketful of Miracles
- Audrey Hepburn - Breakfast at Tiffany's

1963: Rosalind Russell - Gypsy
- Jane Fonda - Period of Adjustment

1963: Shirley MacLaine – Irma la Douce
- Ann-Margret – Bye Bye Birdie
- Doris Day – Move Over, Darling
- Audrey Hepburn – Charade
- Hayley Mills – Summer Magic
- Molly Picon – Come Blow Your Horn
- Jill St. John – Come Blow Your Horn
- Joanne Woodward – A New Kind of Love

1964: Julie Andrews – Mary Poppins vai Mary Poppins †
- Audrey Hepburn – My Fair Lady
- Sophia Loren – Marriage Italian-Style (Matrimonio all'italiana)
- Melina Mercouri – Topkapi
- Debbie Reynolds – The Unsinkable Molly Brown

1965: Julie Andrews – The Sound of Music
- Jane Fonda – Cat Ballou
- Barbara Harris – A Thousand Clowns
- Rita Tushingham – The Knack...and How to Get It
- Natalie Wood – Inside Daisy Clover

1966: Lynn Redgrave – Georgy Girl
- Jane Fonda – Any Wednesday
- Audrey Hepburn – Two for the Road
- Shirley MacLaine – Gambit
- Vanessa Redgrave – Morgan!

1967: Anne Bancroft – The Graduate
- Julie Andrews – Thoroughly Modern Millie
- Petula Clark – Finian's Rainbow
- Shirley MacLaine – Woman Times Seven
- Vanessa Redgrave – Camelot

1968: Barbra Streisand – Funny Girl
- Julie Andrews – Star!
- Lucille Ball – Yours, Mine and Ours
- Petula Clark – Finian's Rainbow
- Gina Lollobrigida – Buona Sera, Mrs. Campbell

1969: Patty Duke - Me, Natalie
- Ingrid Bergman - Cactus Flower
- Dyan Cannon - Bob & Carol & Ted & Alice
- Kim Darby - Generation
- Mia Farrow - John and Mary
- Shirley MacLaine - Sweet Charity
- Anna Magnani - The Secret of Santa Vittoria
- Barbra Streisand - Hello, Dolly!

### Thập niên 1970
1970: Carrie Snodgress – Diary of a Mad Housewife
- Julie Andrews – Darling Lili
- Sandy Dennis – The Out-of-Towners
- Angela Lansbury – Something for Everyone
- Barbra Streisand – The Owl and the Pussycat

1971: Twiggy – The Boy Friend
- Sandy Duncan – Star Spangled Girl
- Ruth Gordon – Harold and Maude
- Angela Lansbury – Bedknobs and Broomsticks
- Elaine May – A New Leaf

1972: Liza Minnelli – Cabaret †
- Carol Burnett – Pete 'n' Tillie
- Goldie Hawn – Butterflies Are Free
- Juliet Mills – Avanti!
- Maggie Smith – Travels with My Aunt

1973: Glenda Jackson – A Touch of Class †
- Yvonne Elliman – Jesus Christ Superstar
- Cloris Leachman – Charley and the Angel
- Tatum O'Neal – Paper Moon
- Liv Ullmann – 40 Carats

1974: Raquel Welch – The Three Musketeers
- Lucille Ball – Mame
- Diahann Carroll – Claudine
- Helen Hayes – Herbie Rides Again
- Cloris Leachman – Young Frankenstein

1975: Ann-Margret – Tommy
- Julie Christie – Shampoo
- Goldie Hawn – Shampoo
- Liza Minnelli – Lucky Lady
- Barbara Streisand – Funny Lady

1976: Barbra Streisand – A Star Is Born
- Jodie Foster – Freaky Friday
- Barbara Harris – Family Plot
- Barbara Harris – Freaky Friday
- Goldie Hawn – The Duchess and the Dirtwater Fox
- Rita Moreno – The Ritz

1977: Diane Keaton – Annie Hall † và Marsha Mason – The Goodbye Girl
- Sally Field – Smokey and the Bandit
- Liza Minnelli – New York, New York
- Lily Tomlin – The Late Show

1978: Ellen Burstyn – Same Time, Next Year và Maggie Smith – California Suite †
- Jacqueline Bisset – Who Is Killing the Great Chefs of Europe?
- Goldie Hawn – Foul Play
- Olivia Newton-John – Grease

1979: Bette Midler – The Rose
- Julie Andrews – 10
- Jill Clayburgh – Starting Over
- Shirley MacLaine – Being There
- Marsha Mason – Chapter Two

### Thập niên 1980
1980: Sissy Spacek – Coal Miner's Daughter †
- Irene Cara – Fame
- Goldie Hawn – Private Benjamin
- Bette Midler – Divine Madness!
- Dolly Parton – Nine to Five

1981: Bernadette Peters – Pennies from Heaven
- Blair Brown – Continental Divide
- Carol Burnett – The Four Seasons
- Jill Clayburgh – First Monday in October
- Liza Minnelli – Arthur

1982: Julie Andrews – Victor/Victoria
- Carol Burnett – Annie
- Sally Field – Kiss Me Good-Bye
- Goldie Hawn – Best Friends
- Dolly Parton – The Best Little Whorehouse in Texas
- Aileen Quinn – Annie

1983: Julie Walters – Educating Rita
- Anne Bancroft – To Be or Not to Be
- Jennifer Beals – Flashdance
- Linda Ronstadt – The Pirates of Penzance
- Barbra Streisand – Yentl

1984: Kathleen Turner – Romancing the Stone
- Anne Bancroft – Garbo Talks
- Mia Farrow – Broadway Danny Rose
- Shelley Long – Irreconcilable Differences
- Lily Tomlin – All of Me

1985: Kathleen Turner – Prizzi's Honor
- Rosanna Arquette – Desperately Seeking Susan
- Glenn Close – Maxie
- Mia Farrow – The Purple Rose of Cairo
- Sally Field – Murphy's Romance

1986: Sissy Spacek – Crimes of the Heart
- Julie Andrews – That's Life!
- Melanie Griffith – Something Wild
- Bette Midler – Down and Out in Beverly Hills
- Kathleen Turner – Peggy Sue Got Married

1987: Cher – Moonstruck †
- Jennifer Grey – Dirty Dancing
- Holly Hunter – Broadcast News
- Diane Keaton – Baby Boom
- Bette Midler – Outrageous Fortune

1988: Melanie Griffith – Working Girl
- Jamie Lee Curtis – A Fish Called Wanda
- Amy Irving – Crossing Delancey
- Michelle Pfeiffer – Married to the Mob
- Susan Sarandon – Bull Durham

1989: Jessica Tandy – Driving Miss Daisy †
- Pauline Collins – Shirley Valentine
- Meg Ryan – When Harry Met Sally...
- Meryl Streep – She-Devil
- Kathleen Turner – The War of the Roses

### Thập niên 1990
1990: Julia Roberts – Pretty Woman
- Mia Farrow – Alice
- Andie MacDowell – Green Card
- Demi Moore – Ghost
- Meryl Streep – Postcards from the Edge

1991: Bette Midler – For the Boys
- Ellen Barkin – Switch
- Kathy Bates – Fried Green Tomatoes
- Anjelica Huston – The Addams Family
- Michelle Pfeiffer – Frankie and Johnny

1992: Miranda Richardson – Enchanted April
- Geena Davis – A League of Their Own
- Whoopi Goldberg – Sister Act
- Shirley MacLaine – Used People
- Meryl Streep – Death Becomes Her

1993: Angela Bassett – What's Love Got to Do with It
- Stockard Channing – Six Degrees of Separation
- Anjelica Huston – Addams Family Values
- Diane Keaton – Manhattan Murder Mystery
- Meg Ryan – Sleepless in Seattle

1994: Jamie Lee Curtis – True Lies
- Geena Davis – Speechless
- Andie MacDowell – Four Weddings and a Funeral
- Shirley MacLaine – Guarding Tess
- Emma Thompson – Junior

1995: Nicole Kidman – To Die For
- Annette Bening – The American President
- Sandra Bullock – While You Were Sleeping
- Toni Collette – Muriel's Wedding
- Vanessa Redgrave – A Month by the Lake

1996: Madonna – Evita vai Eva Perón
- Glenn Close – 101 Dalmatians vai Cruella de Vil
- Frances McDormand – Fargo vai Marge Gunderson †
- Debbie Reynolds – Mother vai Beatrice Henderson
- Barbra Streisand – The Mirror Has Two Faces vai Rose Morgan

1997: Helen Hunt – As Good as It Gets vai Carol Connelly †
- Joey Lauren Adams – Chasing Amy vai Alyssa Jones
- Pam Grier – Jackie Brown vai Jackie Brown
- Jennifer Lopez – Selena vai Selena
- Julia Roberts – My Best Friend's Wedding vai Julianne Potters

1998: Gwyneth Paltrow – Shakespeare in Love vai Viola de Lesseps †
- Cameron Diaz – There's Something About Mary vai Mary Jensen
- Jane Horrocks – Little Voice vai Laura
- Christina Ricci – The Opposite of Sex vai Deedee Truitt
- Meg Ryan – You've Got Mail vai Kathleen Kelly

1999: Janet McTeer – Tumbleweeds vai Mary Jo Walker
- Julianne Moore – An Ideal Husband vai Mrs. Laura Cheveley
- Julia Roberts – Notting Hill vai Anna Scott
- Sharon Stone – The Muse vai Sarah Little
- Reese Witherspoon – Election vai Tracy Flick

### Thập niên 2000
2000: Renée Zellweger – Nurse Betty vai Betty Sizemore
- Juliette Binoche – Chocolat vai Vianne Rocher
- Brenda Blethyn – Saving Grace vai Grace Trevethyn
- Sandra Bullock – Miss Congeniality vai Gracie Hart
- Tracey Ullman – Small Time Crooks vai Frenchy

2001: Nicole Kidman – Moulin Rouge! vai Satine
- Thora Birch – Ghost World vai Enid
- Cate Blanchett – Bandits vai Kate Wheeler
- Reese Witherspoon – Legally Blonde vai Elle Woods
- Renée Zellweger – Bridget Jones's Diary vai Bridget Jones

2002: Renée Zellweger – Chicago vai Roxie Hart
- Maggie Gyllenhaal – Secretary vai Lee Holloway
- Goldie Hawn – The Banger Sisters vai Suzette
- Nia Vardalos – My Big Fat Greek Wedding vai Toula Portokalos
- Catherine Zeta-Jones – Chicago vai Velma Kelly

2003: Diane Keaton – Something's Gotta Give vai Erica Jane Barry
- Jamie Lee Curtis – Freaky Friday vai Tess Coleman
- Scarlett Johansson – Lost in Translation vai Charlotte
- Diane Lane – Under the Tuscan Sun vai Frances
- Helen Mirren – Calendar Girls vai Chris Harper

2004: Annette Bening – Being Julia vai Julia Lambert
- Ashley Judd – De-Lovely vai Linda Porter
- Emmy Rossum – The Phantom of the Opera vai Christine Daaé
- Kate Winslet – Eternal Sunshine of the Spotless Mind vai Clementine Kruczynski
- Renée Zellweger – Bridget Jones: The Edge of Reason vai Bridget Jones

2005: Reese Witherspoon – Walk the Line vai June Carter †
- Judi Dench – Mrs Henderson Presents vai Laura Henderson
- Keira Knightley – Pride & Prejudice vai Elizabeth Bennet
- Laura Linney – The Squid and the Whale vai Joan Berkman
- Sarah Jessica Parker – The Family Stone vai Meredith Morton

2006: Meryl Streep – The Devil Wears Prada vai Miranda Priestly
- Annette Bening – Running with Scissors vai Deirdre Burroughs
- Toni Collette – Little Miss Sunshine vai Sheryl Hoover
- Beyoncé Knowles – Dreamgirls vai Deena Jones
- Renée Zellweger – Miss Potter vai Beatrix Potter

2007: Marion Cotillard – La Vie en Rose (La Môme) vai Édith Piaf †
- Amy Adams – Enchanted vai Giselle
- Nikki Blonsky – Hairspray vai Tracy Turnblad
- Helena Bonham Carter – Sweeney Todd: The Demon Barber of Fleet Street vai Mrs. Lovett
- Ellen Page – Juno vai Juno MacGuff

2008: Sally Hawkins – Happy-Go-Lucky vai Pauline "Poppy" Cross
- Rebecca Hall – Vicky Cristina Barcelona vai Vicky
- Frances McDormand – Burn After Reading vai Linda Litzke
- Meryl Streep – Mamma Mia! vai Donna Sheridan
- Emma Thompson – Last Chance Harvey vai Kate Walker

2009: Meryl Streep - Julie & Julia vai Julia Child
- Sandra Bullock - The Proposal vai Margaret Tate
- Marion Cotillard - Nine vai Luisa Contini
- Julia Roberts - Duplicity vai Claire Stenwick
- Meryl Streep - It's Complicated vai Jane

## Thập niên 2010
| Năm  | Diễn viên           | Vai diễn                | Phim                           |
| ---- | ------------------- | ----------------------- | ------------------------------ |
| 2010 | Annette Bening ‡    | Nicole Allgood          | The Kids Are All Right         |
| 2010 | Anne Hathaway       | Maggie Murdock          | Love and Other Drugs           |
| 2010 | Angelina Jolie      | Elise Ward              | The Tourist                    |
| 2010 | Julianne Moore      | Jules Allgood           | The Kids Are All Right         |
| 2010 | Emma Stone          | Olive Penderghast       | Easy A                         |
| 2011 | Michelle Williams ‡ | Marilyn Monroe          | My Week with Marilyn           |
| 2011 | Jodie Foster        | Penelope Longstreet     | Carnage                        |
| 2011 | Charlize Theron     | Mavis Gary              | Young Adult                    |
| 2011 | Kristen Wiig        | Annie Walker            | Bridesmaids                    |
| 2011 | Kate Winslet        | Nancy Cowan             | Carnage                        |
| 2012 | Jennifer Lawrence † | Tiffany Maxwell         | Silver Linings Playbook        |
| 2012 | Emily Blunt         | Harriet Chetwode-Talbot | Salmon Fishing in the Yemen    |
| 2012 | Judi Dench          | Evelyn Greenslade       | The Best Exotic Marigold Hotel |
| 2012 | Maggie Smith        | Jean Horton             | Quartet                        |
| 2012 | Meryl Streep        | Kay Soames              | Hope Springs                   |
| 2013 | Amy Adams ‡         | Sydney Prosser          | American Hustle                |
| 2013 | Julie Delpy         | Céline Wallace          | Before Midnight                |
| 2013 | Greta Gerwig        | Frances Halliday        | Frances Ha                     |
| 2013 | Julia Louis-Dreyfus | Eva Henderson           | Enough Said                    |
| 2013 | Meryl Streep ‡      | Violet Weston           | August: Osage County           |
| 2014 | Amy Adams           | Margaret Keane          | Big Eyes                       |
| 2014 | Emily Blunt         | The Baker's Wife        | Into the Woods                 |
| 2014 | Helen Mirren        | Madame Mallory          | The Hundred-Foot Journey       |
| 2014 | Julianne Moore      | Havana Segrand          | Maps to the Stars              |
| 2014 | Quvenzhané Wallis   | Annie Bennett           | Annie                          |